# 후타가와촌 (아이치현)
후타가와촌(二川村)은 아이치현 니와군에 설치되었던 촌이다. 현재의 이치노미야시에 해당한다.